# James Moody (hudebník)
James Moody (26. března 1925 Savannah, Georgie, USA – 9. prosince 2010 San Diego, Kalifornie, USA) byl americký jazzový saxofonista, flétnista a hudební skladatel. Poté, co se v roce 1946 vrátil z armády, kde rovněž působil jako hudebník, začal hrát s trumpetisou Dizzy Gillespiem. Vydal řadu sólových alb, z nichž to poslední nazvané Moody 4B, které vyšlo v roce 2010, získalo cenu Grammy v kategorii nejlepších instrumentálních jazzových alb. Jednou z jeho nejslavnějších skladeb je „Moody's Mood for Love“ z roku 1949. Rovněž hrál na albech jiných interpretů, mezi které patří Art Farmer, Dexter Gordon, Milt Jackson, Elvin Jones, Charles Mingus nebo Lalo Schifrin.